# Бурый, Валентин Дмитриевич
Валентин Дмитриевич Бурый (5 декабря 1949, Студинка, Черниговская область, УССР — 15 июля 2015, Сумы) — советский и украинский театральный актёр и режиссёр, народный артист Украины (2013).

## Биография
Родился в селе Студинка Новгород-Северского района Черниговской области в крестьянской семье Дмитрия Васильевича Бурого и Марии Петровны Потапенко. В родном селе окончил восьмилетнюю школу. В 15 лет поехал к брату во Владивосток, где поступил в ПТУ № 7 при радиозаводе, работал регулировщиком радиоаппаратуры на радиозаводе. В 1968—1970 годах служил в Советской армии в Амурской области.
В 1975—1979 годах театральное отделение Хабаровского государственного педагогического института.
В 1979—1984 годах играл в Приморском краевом театре юного зрителя им. Ленинского комсомола (сейчас — Приморский драматический театр молодёжи), после этого вернулся на Украину. В 1984—1989 годах работал в Волынском областном украинском музыкально-драматическом театре имени Тараса Шевченко в Луцке.
С 1989 до 2001 года служил в Сумском областном театре драмы и музыкальной комедии имени М. С. Щепкина.
С сентября 2001 года был актёром и режиссёром-постановщиком Сумского театра для детей и юношества, где сыграл около 150 ролей.
Занимался переводами прозы и поэзии на украинский язык.
В 2015 году занимался постановкой пьесы Евгения Шварца «Дракон», когда стал плохо себя чувствовать. С подозрением на пневмонию попал в больницу, где диагностировали онкологическое заболевание. Умер 15 июля 2015 года.

## Награды
- Заслуженный артист Украины (1999)[2].
- Народный артист Украины (2013)[3].

## Работы в театре

### Актёр
- «Бумбараш» по Гайдару — Бумбараш
- «Вишнёвый сад» А. Чехова — Лопахин, Гаев
- «Матушка Кураж» Б. Брехта — Священник
- «Старший сын» А. Вампилова — Бусыгин
- «Верность» М. Зарудный — Максим Богун
- «День рождения кота Леопольда» А. Хайта — Леопольд
- «Лисистрат» Аристофана — Кинесий
- «Синие кони на красной траве» М. Шатрова — Актёр, играющий Ленина
- «Забыть Герострата» Г. Горина — Человек от театра, Тисаферн
- «Влюблённый чёрт» Б. Жолдака — Кирилл Келеп
- «Провинциалка» Я. Стельмаха — Борис
- «Плаха» Ч. Айтматова — Парторг, Гришай
- «Бабий бунт» по Шолохову — Дед Захар
- «Хулий Хурина» Николая Кулиша — Божий
- «Женитьба» Н. Гоголя — Кочкарев
- «О, Маритана» — Дон Сезар де Базан
- «Без вины виноватые» А. Островского — Муров
- «20 минут с ангелом» А. Вампилова — Хомутов
- «Дамы и гусары» О. Фредро — Майор
- «Калхас» А. Чехова — Светловидов
- «Верона» Горина — Монтеки
- «Отравленная туника» М. Гумилёва — Евнух
- «Конь в обмороке» Ф. Саган — Чарльз
- «Дорогая Памела» Дж. Патрика — Сол Бозо
- «Лес» А. Островского — Бодаев
- «Сватовство в Гончарах» Г. Ф. Квитка-Основьяненко — Скорик
- «Лиса и виноград» Г. Фигейредо — Эзоп

### Режиссёр
- «Конотопская ведьма» Г. Ф. Квитка-Основьяненко
- «Медведь» А. П. Чехов